# Violette blanche
Viola alba
Espèce
Classification phylogénétique
La Violette blanche (Viola alba) est une espèce de plantes à fleurs de la famille des Violaceae.

## Description
C'est une plante vivace basse, aux feuilles en rosette, triangulaires à base cordiforme, aux stolons non radicants, aux stipules lancéolés, aux fleurs blanches légèrement ou pas parfumées.

## Caractéristiques
Organes reproducteurs :
- Type d'inflorescence : fleur solitaire latérale blanche
- Répartition des sexes : hermaphrodite
- Type de pollinisation : entomogame
- Période de floraison : février à avril

Graine :
- Type de fruit : capsule
- Mode de dissémination : myrmécochore

Habitat et répartition
- Habitat type: ourlets basophiles médioeuropéens, xérophiles, occidentaux
- Aire de répartition: européen méridional[1]

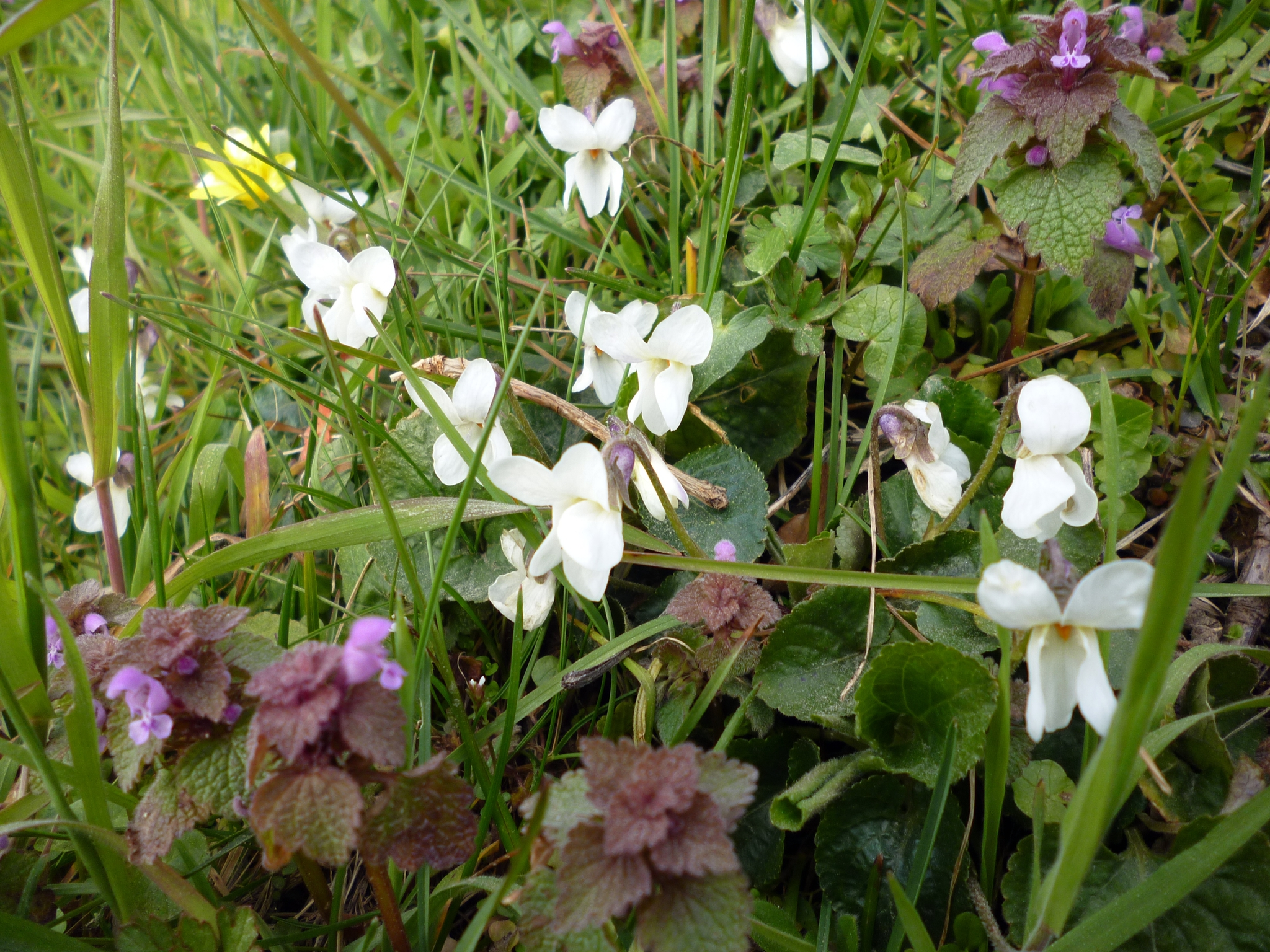
Viola alba et Lamium purpureum

Viola alba étant une espèce à affinité méditerranéenne, elle est probablement présente dans les régions du Nord ou de l'Est de la France depuis une époque où le climat était plus chaud que l'actuel. Ses stations sont par conséquent relictuelles et des mesures conservatoires devraient être mises en place pour assurer la sauvegarde de ces stations.

## Statut de protection
En France, c'est une espèce protégée en Lorraine et en Ile-de-France (extrêmement rare (RRR), d'après le Conservatoire Botanique National du Bassin Parisien ; Info disponible sur leur site).

## Sous-espèces
- Viola alba subsp. alba
- Viola alba subsp. dehnhardtii (Ten.) W.Becker:
- Viola alba subsp. scotophylla (Jord.) Nyman:
- Viola alba subsp. sintenisii  (W.Becker) W.Becker

### Composition
Une étude sur Viola alba subsp. dehnhardtii utilise des extraits de feuilles pour mettre en évidence de nouveaux métabolites biologiquement actifs. Un pool de molécules redox actives, des polyphénols et flavonoïdes C-glycosylés ont été identifiés.
Cette approche pourrait être appliquée à tout type d'extrait naturel pour l'étude de diverses activités biologiques.